# Puddle of Mudd
Puddle of Mudd is een alternatieve rock en postgrungeband uit Kansas City (Missouri), Verenigde Staten. Ze zijn beïnvloed door Alice in Chains, maar hebben geen donkere teksten. Ze zijn in Nederland bekend geworden door het nummer She Hates Me.

## Geschiedenis
Wes Scantlin startte met Puddle of Mudd in 1992 in Kansas City. Na een tijdje viel de groep uit elkaar en startte Scantlin opnieuw een band met dezelfde naam in Los Angeles. Puddle of Mudd sloot een contract met Flawless Records, dat geleid wordt door Fred Durst (de zanger van Limp Bizkit).
Het debuutalbum Come Clean werd meer dan vijf miljoen keer verkocht en Life on Display werd 600.000 keer verkocht. Het laatste album werd slecht verkocht vanwege te weinig promotie van het platenlabel.
In 2005 stapten bandleden Paul Phillips en Greg Upchurch uit de band. Upchurch ging drummen voor 3 Doors Down en Philips stopte vanwege persoonlijke en creatieve redenen. Op 2 november kondigden de overgebleven bandleden aan dat zij bezig zijn met een derde album. Dit album werd op 24 juli 2007 uitgebracht.

## Bezetting

### Huidige leden
- Wes Scantlin - gitaar & zang (1991 - heden)
- Dave Moreno - drums & achtergrondzang (2005 - 2006, 2014 - heden)
- Matt Fuller - gitaar & achtergrondzang (2012, 2014 - heden)
- Michael John Adams - basgitaar & achtergrondzang (2014 - heden)

### Voormalige leden
- Jimmy Allen - gitaar (1991 - 1996, 2005 - 2006)
- Sean Samon - basgitaar (1991 - 2000)
- Kenny Burkett - drums (1991 - 2000)
- Paul Phillips - gitaar & achtergrondzang (1999 - 2005, 2009 - 2011)
- Doug Ardito - basgitaar & achtergrondzang (1999 - 2010, 2011 - 2014)
- Greg Upchurch - drums (2000 - 2005, 2011)
- Christian Stone - gitaar (2006 - 2009, 2011 - 2014)
- Ryan Yerdon - drums (2006 - 2011)
- Damien Starkey - basgitaar & achtergrondzang (2010 - 2011)
- Adam Latiff - gitaar & achtergrondzang (2011 - 2012)
- Shannon Boone - drums (2011 - 2014)

## Discografie

### Albums
Tussen haakjes totaal aantal weken in de lijst
| Titel                                     | Jaar | Charts           | Charts          | Charts           | Opmerkingen                                           |
| Titel                                     | Jaar | NL Album Top 100 | VL Ultratop 200 | VS Billboard 200 | Opmerkingen                                           |
| ----------------------------------------- | ---- | ---------------- | --------------- | ---------------- | ----------------------------------------------------- |
| Abrasive                                  | 1997 | -                | -               | -                | Demoalbum                                             |
| Come Clean                                | 2001 | 53 (10wk)        | 26 (7wk)        | 9 (88wk)         | VS: 3× Platina / CA: Platina / AU: Goud / VK: Platina |
| Life on Display                           | 2003 | -                | -               | 20 (23wk)        | VS: Goud / CA: Goud                                   |
| Famous                                    | 2007 | -                | -               | 27 (40wk)        | -                                                     |
| Volume 4: Songs in the Key of Love & Hate | 2009 | -                | -               | 95 (4wk)         | -                                                     |
| Icon                                      | 2010 | -                | -               | -                | Verzamelalbum                                         |
| Re:(disc)overed                           | 2011 | -                | -               | 96 (2wk)         | Coveralbum                                            |
| Welcome to Galvania                       | 2019 | -                | -               | -                | -                                                     |

### Ep's
Tussen haakjes totaal aantal weken in de lijst
| Titel | Jaar | Charts           | Charts          | Charts           | Opmerkingen |
| Titel | Jaar | NL Album Top 100 | VL Ultratop 200 | VS Billboard 200 | Opmerkingen |
| ----- | ---- | ---------------- | --------------- | ---------------- | ----------- |
| Stuck | 1994 | -                | -               | -                | -           |

### Singles
| Jaar | Titel             | Album           |
| 2001 | "Control"         | Come Clean      |
| 2002 | "She Hates Me"    | Come Clean      |
| 2002 | "Drift & Die"     | Come Clean      |
| 2002 | "Blurry"          | Come Clean      |
| 2003 | "Away from Me"    | Life on Display |
| 2004 | "Spin You Around" | Life on Display |
| 2004 | "Heel over Head"  | Life on Display |
| 2007 | "Famous"          | Famous          |
| 2007 | "Psycho"          | Famous          |
| 2011 | "Re:discovered"   | Re:discovered   |